# コマッコウ科
コマッコウ科（コマッコウか、Kogiidae）は偶蹄目ハクジラ小目の科の一つ。現生分類群はコマッコウ属（Kogia）のみの1属2種で構成される。学名が示すように、四角い頭と小さな下顎を持ち、マッコウクジラに似ているが、体格はマッコウクジラよりもはるかに小さく、頭蓋骨ははるかに短く、背びれはより大きい。目の後ろに「偽鰓」という模様がある。多くの絶滅した種が存在する。

## 分類
本科をマッコウクジラ科に含めるかどうかについては議論がある。本科とマッコウクジラ科を一つの科に統合する見解、本科をマッコウクジラ科の亜科とする見解、それぞれを独立の科とする見解がある。ミトコンドリアDNAを用いた研究では、本科とマッコウクジラの間には密接な関係があることが示唆されており、本科がマッコウクジラ科の一部である説を支持している。この関係は頭部の発音器官の解剖学的構造の類似性、特に脳油の存在によって裏付けられている。その他の系統発生研究では、本科とアカボウクジラ科の潜在的な関係が指摘されており、本科とガンジスカワイルカ属のミトコンドリアDNAには高い関連性があることも明らかになっている。化石記録は少なく、他の現生のクジラとの関係の理解が制限される可能性がある。
オガワコマッコウには実際には2種が含まれるという見解もあり、現存種の実際の数を決定するためには、さらなる遺伝学的研究が必要である。
- 鯨類 Cetacea
  - ハクジラ類 Odontoceti
    - マッコウクジラ上科 Physeteroidea
      - コマッコウ科 Kogiidae
        - コマッコウ属 Kogia[13]
          - コマッコウ, K. breviceps
          - オガワコマッコウ, K. sima
          - †Kogia pusilla
          - †Kogia danomurai

        - †Aprixokogia[13]
          - Aprixokogia kelloggi

        - †Kogiopsis[4]
          - Kogiopsis floridana

        - †Koristocetus
        - †Nanokogia[13]
          - Nanokogia isthmia

        - †Pliokogia[14]
          - Pliokogia apenninica

        - †Praekogia[13]
          - Praekogia cedrosensis

        - †Scaphokogia[13]
          - Scaphokogia cochlearis

        - †Thalassocetus[13]
          - Thalassocetus antwerpiensis

## 形態
現生クジラ目の中で最も短い吻を持ち、頭骨には高度な非対称性がある。現生クジラ目の中で最も鈍い下顎を有している。観測された脳の大きさと予想される脳の大きさの比である脳化指数が比較的高い。コマッコウの脳化指数は1.78であるのに対し、オガワコマッコウの脳化指数は1.63である。マッコウクジラのように、頭の中に鯨蝋を持つ。本科の鯨蝋は体温調節ができる。歯はすべて同じ大きさで同じ形をしている。バグパイプのような音を出す構造や音を増幅する構造など、独特の発音器官を持つ。
変形した結腸を持ち、それが墨袋として機能し、液状の赤い糞を貯蔵する。捕食者を混乱させたり撃退したりするために、3ガロン以上の墨のような糞を放出することができる。

## 生態
極地を除く世界中の海洋に分布している。化石種は現生種と同所的な環境に生息していたことが判明しており、研究者らは、少なくとも300万年前から続いていると示唆している。
現生種は小さな群れで移動し、めったに水面に浮上しない。これはシャチなどの捕食者を避けるためと考えられる。水深500mの深海まで潜ると考えられている。吸引摂食者であり、主にイカを食べている。コマッコウはオガワコマッコウよりも大きな獲物を食べることができるが、全体的な食性は比較的似ている。コマッコウ科はエコーロケーションを使って獲物を探すことも観察されており、100kHzをはるかに超える周波数を聞き取ることができる。

## 人との関わり
コマッコウ科の観察例のほとんどは、釣り糸に絡まった個体か、座礁した個体である。東南アジアの一部と小アンティル諸島では、コマッコウの商業漁業が行われている。現生の2種とも、腸にプラスチックが詰まった状態で座礁しているのが観察されている。